# Hayti (Missouri)
Hayti – miasto w Stanach Zjednoczonych, w stanie Missouri, w hrabstwie Pemiscot.